# Hospital Dr. Augusto Essmann Burgos
El Hospital Doctor Augusto Essmann Burgos es un hospital de mediana complejidad de la Provincia de Última Esperanza dependiente del Servicio de Salud Magallanes.

## Descripción
Con una población beneficiaria de 19 852, cuenta con 57 camas, (3 Unidades de Tratamiento Intensivo, 47 unidades básicas y 4 pensionados). En su área de influencia se encuentran las Postas de Salud Rural de Cerro Castillo, Dorotea y Puerto Edén. El Hospital de Puerto Natales se organiza en subsistemas asistenciales de Atención Abierta (Consultorio adosado de especialidades), Atención cerrada, Servicio de Urgencia y Atención prehospitalaria (SAMU). Posee 3 pabellones quirúrgicos. El establecimiento cuenta con apoyo diagnóstico y terapéutico en Imagenología, Laboratorio, procedimientos médico – quirúrgicos y Unidad de Medicina Transfusional. Dentro de las especialidades básicas, cuenta desde el año 2016 con Medicina Interna, Pediatría, Traumatología, Anestesiología, Ginecología, Psiquiatría Infantojuvenil, Cirugía general, Cirujano Dentista, Endodoncista y Ortodoncia. El recinto hospitalario cuenta con una superficie de 16 142 metros cuadrados y tuvo una inversión superior a los 40 mil millones de pesos.
El director actual del hospital es José Miguel Paredes Arce.

## Historia
El 8 de agosto de 1952 se dictó la Ley N.º 10383 que crea el Servicio Nacional de Salud, entidad pública constituida por varios organismos del rubro existente en el país, desapareciendo así la Caja del Seguro Obligatorio. En marzo de 1956 se hace cargo de la dirección de este establecimiento el Dr. Augusto Essmann Burgos. La inauguración del antiguo hospital se realizó el 28 de julio de 1966,constituyendo un gran adelanto para las prestaciones de salud de la población. El doctor Augusto Essmann Burgos se mantuvo hasta el año 1977 como director del establecimiento, trasladándose posteriormente a la ciudad de Valdivia,  asumiendo la dirección en forma interina el Dr. Luis Muñoz, hasta asumir la titularidad del cargo el  Dr. Víctor Muñoz.
Luego de un complejo traslado, el 20 de octubre de 2017 la presidenta Michelle Bachelet inaugura el nuevo Hospital Doctor Augusto Essmann Burgos, con su dirección actual en Avenida España.